# Krai de Khabàrovsk
El krai de Khabàrovsk (en rus: Хабаровский край, tr. Khabarovski krai, IPA: xɐˈbarəfskʲɪj kraj) és un subjecte federal de Rússia. Es troba al Districte Federal de l'Extrem Orient de Rússia, al voltant de la conca del riu Amur, però també ocupa un territori muntanyós a la vora de la mar d'Okhotsk. La capital del territori és Khabàrovsk, que n'acull aproximadament la meitat de la població i és la ciutat més gran de l'extrem orient rus (just per davant de Vladivostok).
La població està formada principalment per russos ètnics, però els pobles indígenes de la zona són nombrosos com els pobles tungusos (Evenkis, Negidals, Ulchs, Nanai, Oroch, Udege), Nivkhs i Ainus.

## Història
El 1643 una expedició russa al comandament de Vassili Poiàrkov descendí el riu Amur, tornant a Iakutsk per la mar d'Okhotsk i el riu Aldan, i el 1649-1659 Ierofei Khabàrov ocupà les vores de l'Amur. La resistència dels xinesos obligà els cosacs a abandonar les seves fortaleses, i el 1689 se signà el Tractat de Nértxinsk, on Rússia hagué d'abandonar el seu avanç per la conca del riu.
Tot i que amb el tractat els russos perderen el dret de navegar el riu Amur, l'Imperi de la dinastia Qing mai no reclamà els cursos inferiors del riu. Nikolai Muraviov insistia a entrar en una política d'agressivitat amb la Xina reclamant que l'últim tram de l'Amur pertanyia als russos.
El 1852 una expedició militar russa sota el comandament de Muraviov explorà l'Amur, i el 1857 una sèrie de cosacs i camperols russos s'assentaren al llarg de tot el riu. El fet fou reconegut per la Xina el 1860 amb el Tractat d'Aigun, que reconeixia el riu Amur com el límit de Rússia amb l'imperi Qing, i va permetre a Rússia l'accés total a l'oceà Pacífic. La frontera sino-rusa es va delimitar més tard al Tractat de Pequín de 1860 quan el Territori de l'Ussuri (el krai de Primórie), que abans era una possessió conjunta, es va convertir en rus.
El Krai de Khabàrovsk es va establir el 20 d'octubre de 1938, quan el krai de l'Extrem Orient es va dividir en el krai de Khabàrovsk i el de Primórie. L'óblast de Kamtxatka, que originàriament estava subordinat al Krai de l'Extrem Orient, va caure sota la jurisdicció del krai de Khabàrovsk, juntament amb els seus dos Okrugs nacionals, Txukotka i Koriàkia. El 1947, la part nord de Sakhalín va ser eliminada del Krai per unir-se a la part sud i formar l'óblast de Sakhalín. El 1948, parts dels seus territoris del sud-oest van ser eliminats del Krai per formar l'Óblast de l'Amur. El 1953, l'óblast de Magadan es va establir des de les parts del nord del Krai i se li va donar jurisdicció sobre l'Okrug Nacional de Txukotka, que originàriament estava sota la jurisdicció de l'óblast de Kamtxatka. El krai va prendre la seva forma moderna el 1956 quan l'óblast de Kamtxatka es va convertir en la seva pròpia regió i es va emportar el barri nacional de Koryak. El 24 d'abril de 1996 Khabarovsk va signar un acord de repartiment de poder amb el govern federal, que li atorgava autonomia. Aquest acord seria abolit el 12 d'agost de 2002.